# Széchenyi fürdő (metropolitana di Budapest)
Széchenyi fürdő è una stazione della linea M1 della metropolitana di Budapest.
È posizionata sul percorso della linea M1, tra la fermata Hősök tere e il capolinea nord-orientale Mexikói út, e prende il nome dagli omonimi bagni termali che sorgono a poca distanza e intitolati al politico e scrittore ungherese conte István Széchenyi.
La stazione è stata costruita nel 1896 e inizialmente si trovava in superficie ed era uno dei due capolinea della linea. Nel 1973 divenne però operativa una nuova stazione sotterranea e Széchenyi fürdő è stato sostituito come capolinea dalla nuova stazione di Mexikói út. 
Le banchine si trovano oggi ad una profondità di circa 10 metri. 

## Interscambi
Nelle vicinanze della stazione effettua fermata una linea urbana automobilistica.
- Fermata autobus